# Notte Rock
Notte Rock fu un programma televisivo musicale trasmesso da Raiuno dal 4 maggio 1988 al 16 novembre 1994. Negli anni sono variati sia l'orario di messa in onda, in prevalenza la fascia della seconda serata 22:30-23:00, sia la durata di ogni puntata, generalmente di un'ora circa, sia il giorno di collocazione.

## Il programma
Ideata da Cesare Pierleoni e patrocinata dall'allora capostruttura Rai Mario Maffucci, per Raiuno, in sinergia con Videomusic, la trasmissione era strutturata come un magazine musicale, generalmente senza conduttore, che mostrava alternativamente interviste, estratti di esibizioni live o addirittura interi concerti, anteprime di uscite discografiche o videoclip di alcuni degli artisti pop e rock più significativi dell'epoca. In alcune puntate furono mostrati anche materiali d'archivio di importanti figure del passato come The Doors, Elvis Presley o Domenico Modugno. Un ruolo fondamentale nella realizzazione di Notte Rock fu quello svolto dallo sponsor Coca Cola.
La prima puntata fu un breve "assaggio" di circa mezz'ora alle 20:30 del 4 maggio 1988, mentre il 6 maggio alle 22:15 andò in onda un'edizione speciale denominata Anteprima Notte Rock, in occasione della diretta del concerto a Verona di Sting. Il formato più "convenzionale" prese avvio a partire dall'11 maggio successivo: le prime tre puntate andarono in onda di mercoledì, mentre quelle seguenti (dal 3 giugno) ogni venerdì.
Autore fisso del programma fu Cesare Pierleoni, coadiuvato a partire dalla seconda edizione (1988-89) da Paolo Biamonte, e dal 1989 pure da Ernesto Assante. La regia fu dapprima affidata ad Egbert van Hees, in precedenza occupatosi della direzione delle riprese del concerto torinese di Madonna (4 settembre 1987), quindi sostituito nella seconda stagione da Daniele Segre, al quale infine subentrò lo stesso Pierleoni.
Nella puntata del 16 luglio 1991 fece la sua prima apparizione nella trasmissione la top model Angie Everhart, il cui ruolo crebbe progressivamente fino alla conduzione dell'edizione Notte Rock Hit Parade, in onda dal 14 settembre al 21 dicembre ogni sabato pomeriggio intorno alle 18:00.
L'ultima puntata del programma fu trasmessa il 16 novembre 1994: si trattava di una replica del concerto dei Pink Floyd all'Earl's Court del 20 ottobre precedente, trasmessa in diretta su Raiuno in uno speciale curato in esclusiva italiana ovviamente dagli autori di Notte Rock.
La sigla della trasmissione era un montaggio di immagini rielaborate graficamente e raffiguranti vecchie e nuove star del mondo pop-rock, ma anche "icone culturali" quali John Fitzgerald Kennedy, Martin Luther King o Rita Hayworth, il tutto accompagnato dalle note di All Shook Up nella versione di Ry Cooder (tratta dall'album Get Rhythm).

## Speciali
Selezione (non esaustiva) degli speciali trasmessi nel periodo di vita della trasmissione:
- U2: Outside It's America: documentario sul The Joshua Tree Tour originariamente realizzato da MTV[16] (18 maggio 1988 alle 22:25)[17].
- Prince live in Dortmund: concerto in diretta (9 settembre 1988 alle 21:30)[18].
- The Giants of Rock 'n Roll: concerto dal Palazzo dello Sport di Roma delle vecchie glorie degli anni cinquanta (B.B. King, Fats Domino, Little Richard, Bo Diddley, Jerry Lee Lewis, Ray Charles e James Brown), trasmesso in leggera differita (17 novembre 1988 alle 22:10)[19].
- Red Hot & Blue: antologia di videoclip realizzati da importanti autori cinematografici (Wim Wenders, Jim Jarmusch, Jonathan Demme etc.) che illustrano alcune cover estrapolate dall'album omonimo, basato su alcune celebri composizioni dal repertorio di Cole Porter[20]. I brani e i filmati furono interpretati da noti artisti, tra i quali U2, Tom Waits e David Byrne, per raccogliere fondi e come campagna di sensibilizzazione nella Giornata mondiale contro l'Aids; i video furono poi pubblicati nella vhs omonima (1º dicembre 1990 ore 23:10)[21].
- Speciale Adriano Celentano - Il Re degli Ignoranti: serata-evento dedicata al Molleggiato, in occasione dell'uscita del suo nuovo album (5 novembre 1991 alle 20:30)[22].
- Speciale U2 Zoo tv  alias Zoo tv Outside Broadcast: edizione italiana curata da Paolo Zaccagnini e Cesare Pierleoni[23] andata in onda in differita di circa un'ora e mezza (28 novembre 1992 alle 23:15)[24].

## Edizioni
| Edizione                 | Data originale di trasmissione       | Puntate | Note                                                                |
| ------------------------ | ------------------------------------ | ------- | ------------------------------------------------------------------- |
| Anteprima Notte Rock     | 6 maggio 1988                        | 1       | diretta tv del concerto di Verona di Sting                          |
| Notte Rock 1988          | 4 maggio 1988 - 22 luglio 1988       | 11      | La puntata del 4/5/1988 è una promozione di mezz'ora del programma. |
| Special Notte Rock       | 6 luglio - 27 ottobre 1988           | 6       |                                                                     |
| Notte Rock 1988-89       | 6 ottobre 1988 - 4 agosto 1989       |         |                                                                     |
| Notte Rock 1989          | 29 settembre 1989 - 29 dicembre 1989 | 13      |                                                                     |
| Notte Rock Special 1990  | 21 giugno 1990 - 20 dicembre 1990    | 20      |                                                                     |
| Notte Rock Special 1991  | 21 gennaio 1991 - 10 settembre 1991  | 7       |                                                                     |
| Notte Rock 1991          | 9 luglio 1991 - 6 novembre 1991      | 12      |                                                                     |
| Notte Rock Hit Parade    | 14 settembre 1991 - 21 dicembre 1991 | 12      |                                                                     |
| Notte Rock 1992-93       | 7 maggio 1992 - 25 luglio 1993       | 42      |                                                                     |
| Notte Rock 1993          | 3 gennaio 1993 - 17 settembre 1993   | 35      |                                                                     |
| Speciale Notte Rock 1994 | 9 marzo 1994 - 8 novembre 1994       | 8       |                                                                     |